# تپه شماره ۲ روستای یعقوب‌آباد
تپه شماره ۲ روستای یعقوب آباد مربوط به دوران‌های تاریخی پس از اسلام است و در شهرستان آبیک، روستای یعقوب آباد واقع شده و این اثر در تاریخ ۱۲ بهمن ۱۳۸۱ با شمارهٔ ثبت ۷۲۹۳ به‌عنوان یکی از آثار ملی ایران به ثبت رسیده است.